# Zespół Szkół Agrotechniczno-Ekonomicznych im. Komisji Edukacji Narodowej w Weryni

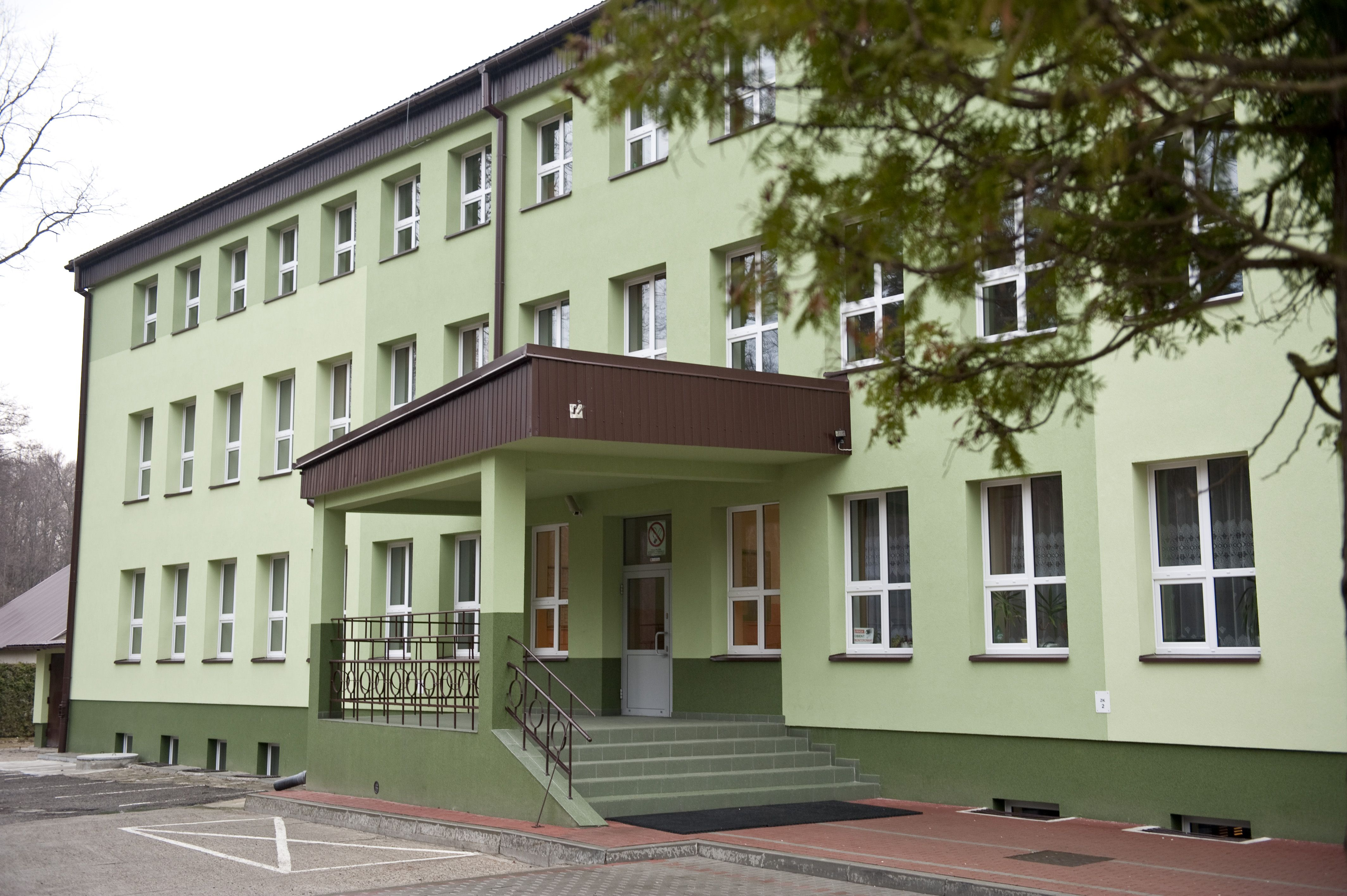
Budynek główny

Zespół Szkół Agrotechniczno-Ekonomicznych im. Komisji Edukacji Narodowej w Weryni – publiczna szkoła średnia w Weryni, gmina Kolbuszowa.

## Historia
- 1946 – w marcu rozpoczął działalność Ośrodek Szkoleniowy Gimnazjum Rolniczego, a w pół roku później Gimnazjum Gospodarstwa Wiejskiego
- 1950 – w wyniku zmian organizacyjnych powstało czteroletnie Liceum Rolnicze
- 1957 – powstało Państwowe Technikum Rolnicze (5-letnie), przejęte zostało Gospodarstwo Rolne w Kolbuszowej
- 1962 – powołano Wydział Korespondencyjny Kształcenia Rolniczego
- 1963 – uruchomiono nowy budynek dydaktyczny
- 1964 – powstało Zaoczne Technikum dla Dorosłych (3-letnie)
- 1971 – utworzono Zasadniczą Szkołę Ogrodniczą oraz przekazano do użytku nowy internat
- 1974 – technikum otrzymało sztandar i imię Komisji Edukacji Narodowej, utworzoną Zasadniczą Szkołę Mechanizacji Rolniczej
- 1976 – powstał Zespół Szkół Rolniczych i przejęto szkoły filialne w Kolbuszowej, Starym Dzikowcu, Sokołowie Małopolskim i Głogowie Małopolskim, utworzono Zasadniczą Szkołę Rolniczą
- 1977- powstało Technikum Hodowlane oraz Policealne Studium Zawodowe
- 1978 – utworzono Średnie Studium Zawodowe Zaoczne i Zasadniczą Szkołę Hodowlaną
- 1979 – powstało Technikum Rolnicze (3-letnie)
- 1990 – utworzono liceum zawodowe (4-letnie)
- 1993 – dyrekcja szkoły ponownie przejęła zarząd nad gospodarstwem rolnym
- 1995/96 – w miejsce Zasadniczej Szkoły Zawodowej o specjalności rolnik-mechanizator, utworzono Szkołę Zawodową kształcącą w zawodzie mechanik-operator pojazdów i maszyn rolniczych
- 1996 – złoty jubileusz powstania szkoły rolniczej w Weryni
- 1999 – organem prowadzącym szkołę został Powiat kolbuszowski
- wrzesień 2002 – Zespół Szkół Rolniczych im. Komisji Edukacji Narodowej przyjmuje nazwę: Zespół Szkół Agrotechniczno-Ekonomicznych w Weryni
- 2002 – Rada Powiatu przekształciła 5-letnie technika i liceum w 4-letnie technikum i 3-letnie liceum profilowane, natomiast szkołę zawodową w zasadniczą szkołę zawodową
- 2003 – początek kształcenia w zawodzie: kucharz małej gastronomii
- 2004 – Zarząd Powiatu podjął decyzję o likwidacji internatu, budynek został przekazany na potrzeby studentów Uniwersytetu Rzeszowskiego
- 2004 – nastąpiła zmiana na stanowisku dyrektora szkoły, nowym dyrektorem został mgr inż. Stanisław Olszówka
- 2006 – zjazd absolwentów z okazji 60 rocznicy istnienia szkoły
- 2011 – wprowadzenie kształcenia w czteroletnim technikum w zawodzie kucharz
- 2014 – otwarcie nowego boiska

## Dyrektorzy
- inż. Kamil Kędzierski (1946–1948)
- inż. Marian Turek (1947–1952)
- inż. Władysław Słowik (1952–1958)
- inż. Edward Kwolek (1958–1970)
- mgr inż. Józef Rusin (1970–1982)
- mgr inż. Stefan Białek (1982–1992)
- mgr inż. Tadeusz Kubiś (1992–2004)
- mgr inż. Stanisław Olszówka (2004–2019)
- mgr Zbigniew Bogacz (od 2019)

## Obecne władze szkoły

### Wicedyrektor
- mgr Witold Cesarz (2004–2019)
- mgr inż. Beata Bryk (od 2019)

## Oddziały i kierunki kształcenia

### Technikum
- Technik urządzeń sanitarnych
- Technik usług  kelnerskich
- Technik żywienia i usług gastronomicznych
- Technik architektury krajobrazu
- Technik ekonomista
- Technik rachunkowości
- Technik handlowiec
- Technik agrobiznesu
- Technik ochrony środowiska
- Technik turystyki wiejskiej
- Technik technologii żywności
- Technik organizacji reklamy

### Szkoła Branżowa I stopnia
- Kucharz
- Monter sieci i instalacji sanitarnych
- Cukiernik

## Koła zainteresowań i zespoły działające w szkole
- Szkolne Koło Caritas
- Klub Przedsiębiorczości
- Zespół muzyczny „Concordia”

## Znani absolwenci
- Stefan Skiba (1960)[1]